# Рич, Бадди
Бернард «Бадди» Рич (англ. Buddy Rich; 30 сентября 1917, Бруклин, Нью-Йорк — 2 апреля 1987, Лос-Анджелес) — американский джазовый барабанщик, бенд-лидер, композитор. Лидер списка самых влиятельных барабанщиков всех времён, составленного журналом «Rhythm Magazine». Также Рич занимает 15 место в списке величайших барабанщиков всех времён по версии журнала Rolling Stone.

## Биография
Родился в Нью-Йорке, в бруклинском районе Шипсхед-Бей, в семье актёров еврейского водевильного театра, постановки которого были на идише, Бесси Школьник и Роберта Рич.
Талант ритма был впервые замечен отцом, обратившим внимание на то, что Бадди мог держать устойчивый удар с ложками, когда ему был 1 год. Он начал играть на барабанах в водевиле, когда ему было 18 месяцев. Его объявляли как «Traps the Drum Wonder». На пике детской карьеры он был вторым самым высокооплачиваемым ребенком-артистом в мире (после Джеки Кугана).
В 11 лет Бадди Рич уже выступал как лидер группы. Он не получил музыкального образования на барабанах, но был талантлив и считал, что обучение будет закрепощать его музыкальный талант. Именно поэтому он не умел читать ноты. Кроме того, Бадди никогда не признавался в том, что репетирует, утверждая, что играет на барабанах только во время выступлений. Наиболее повлияли на творчество Рича Чик Уэбб, Джин Крупа, Дэйв Тач и Джо Джонс.

### Джазовая карьера
В 1937 году вместе с Джо Марсала (Joe Marsala) и гитаристом Джеком Лемером (Jack Lemaire) организовал джазовую группу. Также он играл с Банни Бериганом (1938) и Арти Шоу (1939), и даже обучал 14-летнего Мела Брукса (Mel Brooks) игре на барабанах в группе Шоу. В 21 год Бадди участвовал в своей первой крупной записи с оркестром Вика Шоена (Vic Schoen). В 1938 году устроился работать в оркестр Томми Дорси (Tommy Dorsey), где выступал с Фрэнком Синатрой. В 1942 году покинул группу в связи со службой в Корпусе морской пехоты США и вернулся после увольнения два года спустя. В 1946 году Рич сформировал свою собственную группу при финансовой поддержке Синатры и продолжал руководить различными бэндами до начала пятидесятых годов.
Кроме Томми Дорси (1939—1942, 1945, 1954—1955), он также играл с Бенни Картером (Benny Carter, 1942), Гарри Джеймсом (Harry James, 1953—1956—1962, 1964, 1965), Лесом Брауном (Les Brown), Чарли Вентурой (Charlie Ventura), Jazz at the Philharmonic, а также руководил своим собственным коллективом и выступал с группами All-Star.
В начале 50-х годов Бадди Рич также начал выступать с трубачом Гарри Джеймсом. В 1966 году он оставил Джеймса для того, чтобы создать новый коллектив. На протяжении большей части времени с 1966 года и до своей смерти руководил успешными ансамблями в эпоху, когда популярность биг-бэндов ослабла после пика 1930-40-х годов. Рич продолжал играть в клубах, заявляя в многочисленных интервью, что большинство концертов проходят в средних школах, колледжах и университетах. Он также был сессионным барабанщиком на многих записях, где, впрочем, его игра была зачастую гораздо сдержаннее, чем на собственных выступлениях. Заметными стали сессии с Эллой Фицджеральд (Ella Fitzgerald) и Луи Армстронгом (Louis Armstrong), на которых он работал с пианистом Оскаром Питерсоном (Oscar Peterson) и его знаменитым трио с участием басиста Рэя Брауна (Ray Brown) и гитариста Херба Эллиса (Herb Ellis).
Техника игры на барабанах и известные выступления
Техника Рича, в том числе скорость и гладкость исполнения, стала стандартом в игре на барабанах. Несмотря на традиционную хватку, он также мог играть с помощью других захватов. Один из его трюков — пересекающиеся движения рук во время барабанной дроби, часто вызывавшие громкие аплодисменты зрителей. Другой приём, который он использовал для впечатления публики, называется "stick-trick" — быстрые отскоки палочек в воздухе друг от друга.
Бадди Рич часто использовал контраст, чередуя длинные соло на барабанах с шуршанием тарелок, и из энергичных брейков уходя в тихие пассажи. Иногда он начинал с простого однотактного рисунка на малом барабане, набирал скорость, а затем постепенно переходил ближе к краю пластика, где звук становился тише, после чего играл только на самом ободе. Затем менял порядок, медленно возвращаясь к центру и увеличивая громкость.
Тем не менее, будучи известным как взрывной и мощный ударник, Бадди время от времени использовал щётки. В альбоме 1955 года The Lionel Hampton Art Tatum Buddy Rich Trio он играл ими почти во всех композициях.
В 1942 году Рич и преподаватель игры на барабанах Генри Адлер в соавторстве написали Buddy Rich’s Modern Interpretation of Snare Drum Rudiments, считающийся одним из наиболее популярных учебников по игре на малом барабане.
The West Side Story
Возможно, это самое популярное среди поздних выступлений в составе биг-бенда с классической аранжировкой West Side Story Леонарда Бернстайна (Leonard Bernstein). Впервые выпущено в 1966 году в альбоме Buddy Rich’s Swingin' New Big Band.
Написанная Биллом Редди (Bill Reddie) Вест-сайдская история является сложным и трудным для исполнения произведением, которое подчеркнуло удивительную способность Рича смешивать ритм барабанов с мелодией группы. Аранжировку Бернстайна для знаменитого мюзикла середины 1960-х годов Рич нашёл очень сложной. Он сделал много набросков и почти месяц постоянно репетировал, доведя игру до совершенства, а со временем став основным исполнителем во всех постановках. Бернстайн на это не мог выдать ничего, кроме самых похвальных отзывов. В 2002 году был выпущен DVD The Lost West Side Story Tapes со знаменитым выступлением 1985 года (запись, как полагалось ранее, была потеряна в пожаре). Возможности Рича в создании спонтанных барабанных соло оказались главным музыкальным достоинством.
Channel One Suite (Канал для новобрачных)
После West Side Story Medley самым известным выступлением Рича стала Channel One Suite всё того же Билла Редди. Как и Вестсайдская история, она была довольно длинным произведением от 12 до 26 минут и обычно содержала 2 или 3 барабанных соло. Хоть 26 минут Channel One Suite и не были невероятными, они стали неповторимыми. Запись одного из выступлений была выпущена в 2006 году.
В Италии исполнение Ричем Winning the West стало с 1973 по 1976 годы музыкальной темой еженедельного журнала телевизионных спортивных трансляций La Domenica Sportiva.
Личные качества
Хотя Бадди Рич, как правило, вёл себя предупредительно и доброжелательно, он обладал вспыльчивым характером. Он много раз угрожал уволить членов своей группы, хотя редко так делал. По большей части он хвалил музыкантов во время телевизионных и газетных интервью. Участник группы и друг Дэвид Лукас (David Lucas) говорил, что «у Рича мягкое сердце за всем этим. Его любимая песня — «Не легко быть зелёным» («It’s Not Easy Being Green»).
Смерть и наследие
Бадди Рич активно выступал до конца своей жизни, 2 апреля 1987 года. В 69 лет музыкант умер от сердечной недостаточности после операции по удалению злокачественной опухоли мозга. Он похоронен в Westwood Village Memorial Park Cemetery в Лос-Анджелесе.
После смерти был проведён ряд мемориальных концертов. В 1994 году вышел альбом Burning for Buddy: A Tribute to the Music of Buddy Rich. Выпущенный барабанщиком Rush и лириком Нилом Пиртом, альбом включает композиции Рича в исполнении ряда рок- и джаз-барабанщиков, таких как Кенни Аронов (Kenny Aronoff), Карл Палмер (Carl Palmer), Мэтт Сорум (Matt Sorum), Дэйв Уэкл (Dave Weckl), Стив Гэдд (Steve Gadd), Винни Колаюта (Vinnie Colaiuta), Макс Роуч (Max Roach), Стив Смит (Steve Smith), а также сам Пирт в сопровождении Buddy Rich Big Band. Второй диск был издан в 1997 году.
Внук Рича, Ник Рич, так же играет на барабанах. Некоторое время он был участником пост-хардкор-группы Falling in Reverse.